# Potok Witoszyński
Potok Witoszyński – lewostronny dopływ Bystrej, przypływający przez Rzeczycę i Witoszyn. W systemie gospodarki wodnej stanowi jednolitą część wód powierzchniowych Dopływ z Rzeczycy (PLRW200062388) o powierzchni zlewni 40,2 km². W systemie tym reprezentuje typ 6, czyli potok wyżynny węglanowy z substratem drobnoziarnistym na lessach i lessopodobnych. 
Na początku XXI wieku w potoku stwierdzano występowanie pstrągów i bobrów. Wody Potoku Witoszyńskiego w podobnym okresie nie spełniały norm sanitarnych umożliwiających kąpiel i miały ogólny stan uznany za zły.